# HD 159026
HD 159026，又名BD+39 3147，SAO 66102、HR 6531，是一颗恒星，视星等为6.43，位于銀經63.77，銀緯31.69，其B1900.0坐标为赤經17h 27m 19.7s，赤緯+38° 31.69′ 25″。